# 浦賀船渠

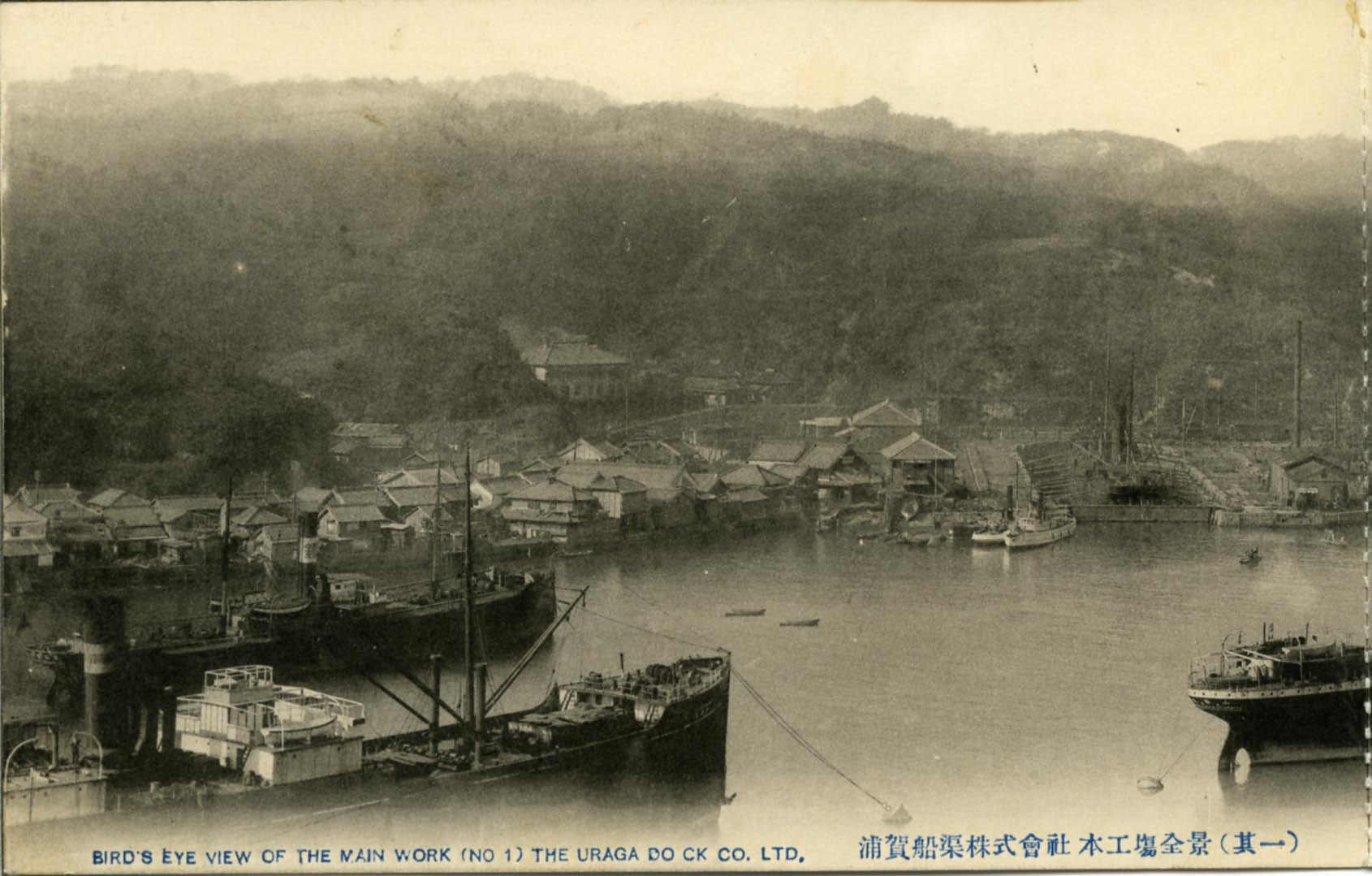
1910年明信片上的浦賀船渠

浦賀船渠（Uraga Senkyo Kabushiki Kaisha）為位於日本神奈川縣浦賀的一間大型私有造船廠，其曾為日本帝國海軍建造多艘軍艦(其中多為驅逐艦)。二戰後仍持續經營造船，但於2003年關閉。

## 歷史概要
浦賀船渠的歷史可追溯至1853年培理帶領美國艦隊前來叩關。幕府當局派遣了一群人登上美方蒸汽軍艦薩斯喀那號，其中包括擁有造船專業的幕臣中島三郎助。
他在參訪過程中詳細紀錄船隻資料並推測了該船的內部結構。在培理返美後，當時的江戶幕府解除了大船建造禁令，設置了浦賀造船所，並命令中島開始建造三桅帆船。7個月後日本第一艘國產的西洋式軍艦鳳凰丸竣工。
1859年，中島完成了日本第一個旱塢，並參與了荷蘭製蒸汽軍艦咸臨丸的修復。但之後幕府在小栗忠順的影響下決定在附近的橫須賀設立煉鋼廠
(後為橫須賀造船所與橫須賀海軍工廠)，導致1876年浦賀造船所被廢止。
由於中島於1869年的明治維新時期的戊辰戰爭中陣亡，他的友人荒井郁之助、塚原周造以及榎本武揚繼承其遺志，在明治政府成立後掌權，並於1897年成立浦賀船渠。
船渠成立後卻立即陷入危機，因為隔年(1898年)東京的石川島造船所設立浦賀分工廠與其競爭，並開始進行傾銷以破壞競爭。兩家公司陷入傾銷戰後，財務開始惡化。1902年浦賀船渠併購了石川島造船所浦賀分工廠。
1907年，浦賀船渠首次為日本帝國海軍造了一艘驅逐艦，初代神風型驅逐艦長月。爾後浦賀船渠因建造小型船隻(特別是驅逐艦)而出名。
浦賀船渠與大阪的藤永田造船所同為驅逐艦名家，故有「西之藤永田，東之浦賀」的說法。浦賀船渠一共生產了輕巡洋艦2艘、驅逐艦44艘、海防艦11艘+2艘未完成。
除了軍艦外，浦賀船渠亦生產民用船，包括渡輪、郵輪、練習船等等；若包含民用船，浦賀船渠共生產了超過1000艘各型船隻，其中也包含出口產品。
到了1919年，浦賀船渠已成為世界上最大、設備最好的私有造船廠之一。浦賀船渠亦在四日市市與青島設立子公司。
浦賀船渠亦因其工會出名。該工會為日本最早的工會之一，並在1905-1907年、1910-1911年，與1915年組織過罷工。
戰後，浦賀船渠開始為海上自衛隊造船，也曾參與過美軍中途島號航空母艦的修繕。1969年浦賀船渠被住友重機械工業併購，並在1971年設立追浜造船所。
由於海外造船廠的競爭日增，浦賀船渠於2003年在完成最後一艘船(高波號護衛艦)後於同年3月31日停止營運。
浦賀船渠的1號船塢為世界僅存的4個紅磚造船塢之一。

## 外部連結
- 住友集團歷史檔案
- 1903年1月4日紐約時報 （页面存档备份，存于）